# Hotel Dann Monasterio de Popayán
El Exconvento de San Bernardino y Excolegio de Misiones de Nuestra Señora de las Gracias de la Orden de los Frailes Menores, actualmente conocido como Hotel Dann Monasterio, es un recinto hostelero que anteriormente fungió como monasterio ubicado a lo largo de la Calle Real de San Francisco (Calle 4) y enmarcada entre las Calles del General Carlos Alban y de la Moneda (Carreras 9 y 11) al occidente del Centro Histórico de la ciudad de Popayán en Colombia.
Es uno de los establecimientos más exclusivos de la urbe así como una de las joyas coloniales más importantes que posee la capital caucana, llegando a ser en su momento de esplendor uno de los conjuntos conventuales más extensos de toda la región con una extensión de 20,320 metros.

## Historia

### SigloXVIy XVII
Junto a los conquistadores españoles, arribaron a esta región los primeros misioneros pertenecientes a órdenes religiosas europeas para promulgar el evangelio a los nativos, entre ellos los dominicos seguidos por los franciscanos, que desde 1523 se tiene registro de su presencia en Colombia sobre todo con la fundación de cofradías en Santafé y Tunja en 1530.
Sin embargo, los frailes para el establecimiento de una misión tanto en Popayán como en Cali llegados procedentes de Lima y sobre todo de Provincia Franciscana de Quito,en 1568 lograron arribar a la ciudad gracias sobre todo a la gestión por el obispo de ese entonces Fray Agustín de la Coruña.cediéndoles a los franciscanos unos terrenos al occidente de los solares alrededor de la plaza de armas incluyendo los potreros que llegaban hasta el rio molino, comenzando las obras desde 1570 a 1575.
Finalmente el nuevo claustro fue inaugurado por fray Jodoco Ricke junto a una sencilla iglesia contigua que se dedicó a San Franciscoel día 11 de octubre de 1574, titulándose el mismo como prior de la casa y monasterio de Frailes Menores,  siendo bautizado como Convento de Regulares Observantes de San Bernardino, este fue el noveno monasterio franciscano fundado en el Reino de la Nueva Granada.
Tiempo después, en 1569 fray Jodoco fue elegido guardián del convento franciscano de Popayán, que encontró a media construcción y una vez más se puso al frente de la obra. En 1572 fue reelegido en el cargo y recorrió las tierras de los indios Chocoes. Noanamas y Cirambiraes, esforzándose por conocer sus lenguas. Falleciendo en Popayán el 2 de agosto de 1575, con 76 años de edad.

### SigloXVIII
Fue en el año de 1703, cuando se fundó en el convento de San Bernardino, un colegio bajo el amparo de Nuestra Señora de las Gracias (patrona de la iglesia del monasterio) para instruir a los futuros misioneros a los que se les encomendó la evangelización de los territorios del Caquetá, Huila y el Putumayo.
Posteriormente en 1729, conforme a decreto del rey Felipe V se estableció una Casa de Moneda en la ciudad para la acuñación de monedas y el tratamiento de los metales procedentes de las minas deAlmaguer, Chocó, Barbacoas y Raposo, para este fin fue nombrado por mandato del rey Fernando VI don Pedro Agustín de Valencia como tesorero de la ceca, siendo este aristócrata el encargado de adquirir de los frailes franciscanos del colegio, los terrenos occidentales del convento para las obras de la casa. 
Por desgracia, el 2 de febrero de 1736 el convento de San Bernardino fue averiado severamente por un violento terremoto, pero sobre todo su capilla adyacente siendo totalmente destruida, comenzando con trabajos de ampliación y restauración de todo el complejo en general, las obras tanto del nuevo convento y de la iglesia fueron gestionada por las familias Valencia y Arroyo.El diseño del nuevo templo y la casa conventual estuvieron a cargo del arquitecto español Antonio García.
En 1764 el Virrey Pedro Mesía de la Cerda cedió a los franciscanos la calle intermedia que existía entre el convento y su templo, para este fin en especial don Pedro Agustín de Valencia donó al colegio de freiles varios terrenos de su propiedad para la reconstrucción de la iglesia de San Francisco.

### SigloXIX
Este monasterio perteneció a la orden franciscana hasta que sufrió las consecuencias de la Ley de Enajenación de Bienes de Manos Muertas por lo que fue expropiado por el presidente Tomás Cipriano de Mosquera en el año de 1864.Y los frailes fueron expulsados de Popayán al poco tiempo, pasando entonces el claustro desacralizado a formar parte del patrimonio del estado, destinándose para brindar servicios administrativos como los juzgados y archivos departamentales.

### SigloXXy conversión a hotel
A inicios del siglo XX, el antiguo convento aún conservaba su fachada de estructura colonial, sin embargo, en 1894 durante una restauración de la iglesia el maestro Adolfo Dueñas Lenis construyó una imponente y frondosa arcada en piedra por delante de la escalinata de acceso y enfrente de la Calle Real de San Francisco.
El claustro fungió también como sede de la Asamblea Departamental del Cauca hasta 1945, cuando el gobierno nacional contrató al arquitecto Hernando González Varona para restaurar el edificio colonial, en el cual se derrocó su fachada colonial, la arcada de Adolfo Dueñas y se construyó una en estilo ecléctico neocolonial, además se aumentó su capacidad y se construyó una piscina donde antes estaba el potrero. Finalizados los trabajos fue convenido en hotel en la década de los 60, pasando su propiedad a ser de Hoteles Limitada y la cadena de Hoteles Dann. 
Siendo finalmente renombrado como Hotel Dann Monasterio, recibiendo una calificación de 5 estrellas y es considerado actualmente como uno de los recintos hoteleros más prestigiosos y lujosos de la ciudad.
El hotel monasterio no fue tan afectado por el Terremoto de Popayán de 1983 ocasionándole solo unos cuantos desperfectos en su estructura siendo rápidamente restaurados.

## Características arquitectónicas
Es un claustro de gran belleza, conformado por dos pisos de arquerías de medio punto además de una hermosa fuente de agua piedra labrada en el patio y con una explanada al frente, la cual se accede por una gran escalinata en la Calle de San Francisco, su fachada fue al principio muy sencilla con pasillos en sus 2 pisos el de arriba como balcón y el de abajo como un pórtico sostenido por pilares de madera.